# サランダ空港
サランダ空港 （Sarandë Airport）は、アルバニアのヴロラ州サランダにある民間空港。